# جواو فييرا بينتو
جواو مانويل فييرا بينتو (بالبرتغالية: João Manuel Vieira Pinto)، من مواليد 19 أغسطس 1971 في بورتو في البرتغال، لاعب كرة قدم برتغالي.
بدأ مسيرته الكروية مع نادي بنفيكا في عام 1992، ولعب معهم حتى عام 2000، وفي عام 2000 انتقل إلى نادي سبورتنغ لشبونة، ولعب معهم حتى عام 2004، وفي عام 2004 انتقل إلى نادي بوافيستا، ولعب معهم حتى عام 2006، ثم اختتم مسيرته مع سبورتينغ براغا حتى 2008.
و قد لعب مع منتخب البرتغال لكرة القدم بين عامي 1991 و2002، وشارك معهم في 81 مباراة وسجل 23 هدف.

## روابط خارجية
- جواو فييرا بينتو على موقع الاتحاد الدولي (مؤرشف)  (الإنجليزية)
- جواو فييرا بينتو على موقع قاعدة بيانات كرة القدم.إي يو (الإنجليزية)
- جواو فييرا بينتو على موقع ناشيونال فوتبول تيمز (الإنجليزية)
- جواو فييرا بينتو على موقع عالم كرة القدم.نت (الإنجليزية)